# ジュゼッペ・ガリバルディ級装甲巡洋艦
| ジュゼッペ・ガリバルディ級装甲巡洋艦                       | ジュゼッペ・ガリバルディ級装甲巡洋艦 |
| ---------------------------------------------------------- | --- |
| 写真はアルゼンチン海軍に売却されたジュゼッペ・ガリバルディ | |
| 艦級概観                                                   | |
| 艦種                                                       | 装甲巡洋艦 |
| 艦名                                                       | 人名 |
| 前級                                                       | ヴェットール・ピサニ級 |
| 次級                                                       | ピサ級 |
| 性能諸元（竣工時）                                         | |
| 排水量                                                     | 常備：7,350トン 満載：8,100トン |
| 全長                                                       | 111.8m |
| 水線長                                                     | 104.9m |
| 全幅                                                       | 18.2m |
| 吃水                                                       | 6.9m（常備） 7.3m（満載） |
| 機関                                                       | ニクローズ式石炭・重油混焼水管缶24基 （ヴァレーゼ：ベルヴィール式石炭・重油混焼水管缶24基） ＋直立型三段膨張式レシプロ機関2基2軸推進 |
| 最大 出力                                                  | 14,000hp |
| 最大 速力                                                  | 19.7ノット （ヴァレーゼ：20ノット、フェルッキオ：19.3ノット） |
| 航続 距離                                                  | 12ノット/9,300海里 |
| 燃料                                                       | 石炭：620トン（常備） 1,200トン（満載） |
| 乗員                                                       | 555名 （ヴァレーゼ：549名、フェルッキオ：553名） |
| 兵装                                                       | アームストロング 1898年型 25.4cm（40口径）単装砲1基 アームストロング 1904年型 20.3cm（45口径）連装速射砲1基 アームストロング 1892年型 15.2cm（40口径）単装速射砲14基 アームストロング 7.6cm（40口径）単装速射砲10基 オチキス 4.7cm（40口径）単装機砲6基 45cm水中魚雷発射管単装4基 |
| 装甲                                                       | 舷側：80～150mm（水線部） 甲板：20～38mm 25.4cm砲塔：150mm（前盾） 20.3cm砲塔：140mm（前盾） 25.4cm砲バーベット部：150mm 副砲ケースメイト：114mm（最厚部） 司令塔：150mm（最厚部）                                                                                                |

ジュゼッペ・ガリバルディ級装甲巡洋艦 (incrociatori corazzati della classe Giuseppe Garibaldi) はイタリア海軍の装甲巡洋艦の艦級。本級はイタリア海軍では二等戦艦として建造された（海外では装甲巡洋艦に類別）。本級は列強の装甲巡洋艦の中では小ぶりであったが、攻撃力・防御力・速力共によくバランスが取られて設計されており、そのため建造途中にアルゼンチン海軍やスペイン海軍に売却され、5番艦にしてようやくイタリア海軍が取得出来たというエピソードがある。

## 概要
本級はイタリア海軍が発注したが、他国の海軍がイタリア海軍よりも先に購入した。これは、イタリア海軍の方針では民間造船所の育成のために海外からの発注を先に受け入れ、より出来の良い物を代艦として同じ条件で発注する仕組みを採用していたためである。このために本級の同型艦は先行グループ7隻のうち4隻がアルゼンチンに渡りガリバルディ級装甲巡洋艦として就役、1隻がスペイン海軍にて「クリーストバル・コロン」として就役。残り2隻が当初に契約によりイタリア海軍にて「ジュゼッペ・ガリバルディ」「ヴァレーゼ」として就役した。更に後期グループ3隻が追加建造され、このうち2隻はアルゼンチンが購入したが大日本帝国海軍に転売されて春日型装甲巡洋艦「春日」と「日進」となり、残り1隻はイタリア海軍にて「フランチェスコ・フェルッキオ」として就役した。

## 艦形について

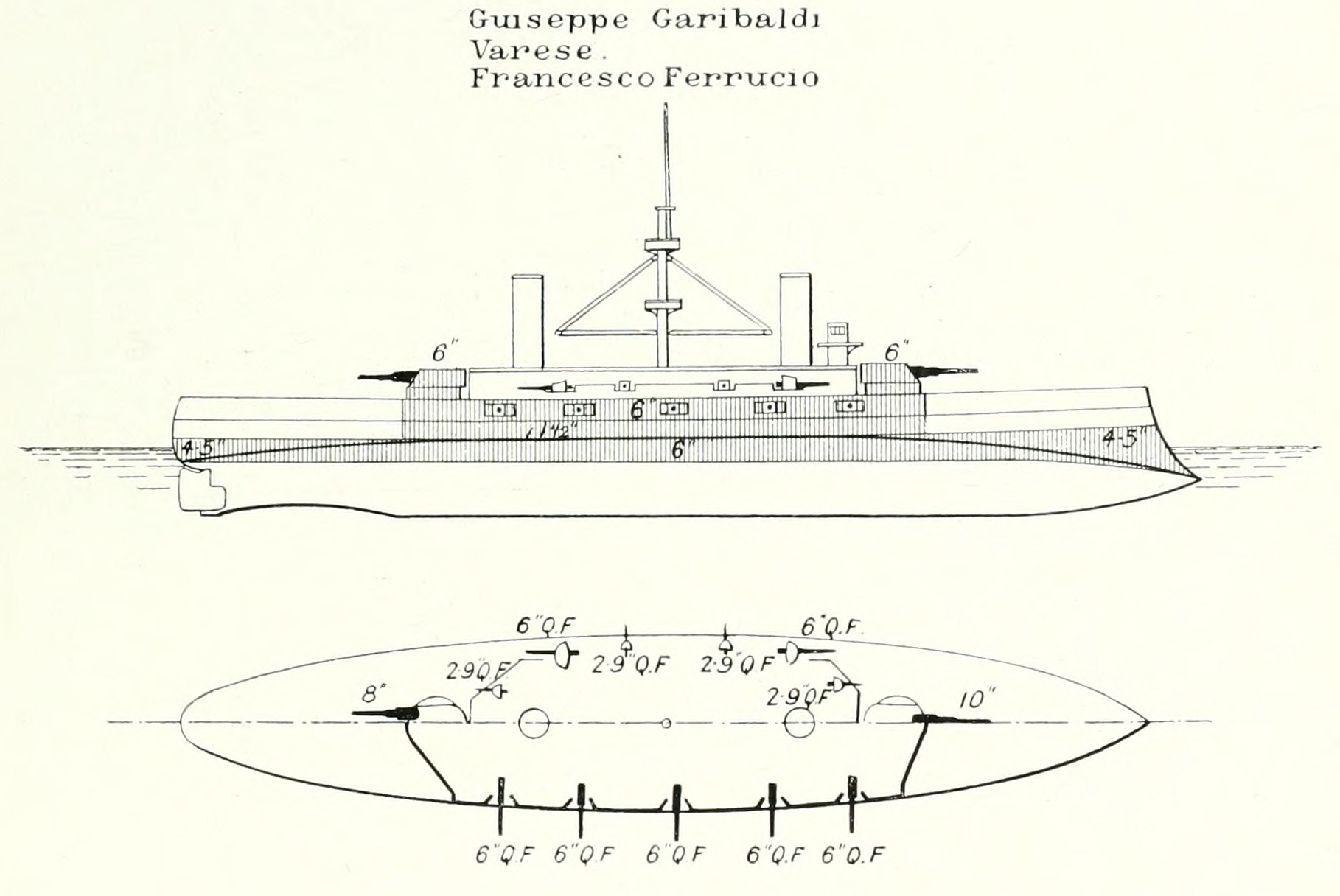
本級の武装・装甲配置を示した図。

基本設計は同年代の前弩級戦艦「エマニュエレ・フィリベルト級」の艦形を小型化し、装甲を減じ、代わりに速力を増加した艦として設計士官エドアルド・マスデアの手により纏められた。
船体は前級に引き続き平甲板型船体で、艦首には鋭角な衝角（ラム）が付いている。
船体形状は当時の主流である平甲板型船体で、水面下に衝角を持つ艦首から前部甲板上に本級の主砲として「アームストロング 1898年型 25.4cm（40口径）砲」を楔型の単装砲塔で1基を配置、艦橋構造は司令塔を下部に組み込んだ船橋を両側に持つ箱型艦橋の背後の2本煙突は機関の缶室分離配置のために前後に離されており、船体中央部に二段の見張り所を持つ主マストが1本立ち、各見張り所には対水雷艇用に4.7cm単装機砲が前後に1基ずつ配置されていた。煙突の周囲には艦内への吸気用として煙管型の通風筒が立てられており、その外側には艦載艇置き場となっており、主マストの基部に付いたクレーン1基により運用された。
後部甲板上には20.3cm連装砲塔が後ろ向きに1基配置。本級の副砲として「アームストロング 1892年型 15.2cm（40口径）速射砲」が防盾の付いた単装砲架で舷側甲板上に背中合わせで片舷2基、舷側ケースメイト配置で5基の計7基配置され、計14基14門搭載された。

### 主砲
本級の主砲は当時のイタリア海軍でも艦砲はアームストロング社に一任してあったため、本型も「アームストロング 1898年型 25.4cm（40口径）砲」を採用した。その性能は227kgの砲弾を、最大仰角20度で18,000mまで届かせられた。この砲を新設計の単装式の砲塔に収めた。砲塔の俯仰能力は仰角20度・俯角5度である。旋回角度は単体首尾線方向を0度として左右125度の旋回角度を持つ、主砲身の俯仰・砲塔の旋回・砲弾の揚弾・装填は主に水圧で行われ、補助に人力を必要とした。発射速度は1分間に1.5発であった。

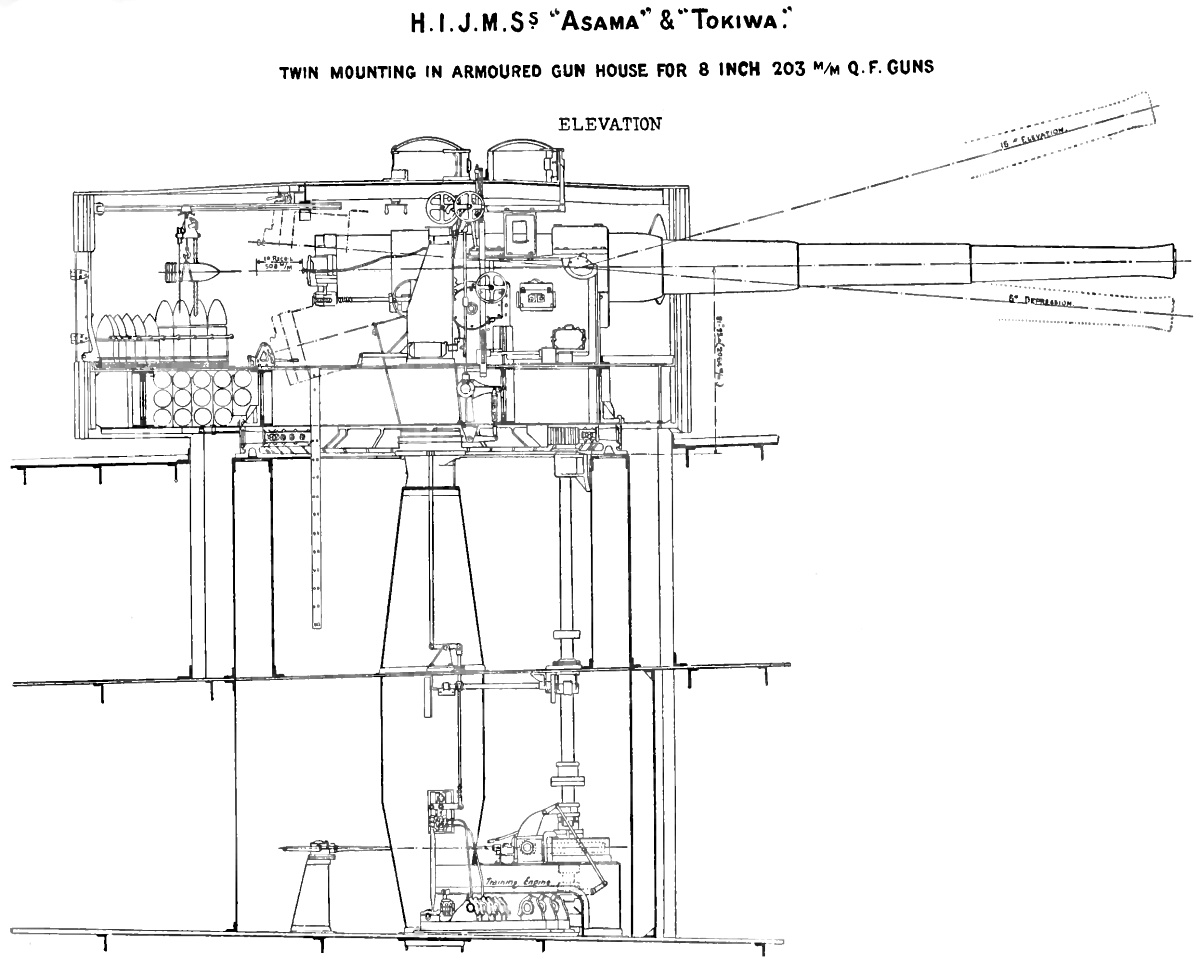
日本海軍の輸入装甲巡洋艦に広く用いられた「アームストロング 1904年型 20.3cm（45口径）速射砲」を示した図。説明では浅間型の物となっているが同じ物が採用されていた。

本級は副武装として当時の日本海軍の防護巡洋艦「高砂」や装甲巡洋艦の主砲に広く用いられていた「アームストロング 1904年型 20.3cm（45口径）速射砲」を採用していた。その性能は113.4kgの砲弾を、最大仰角30度で18,000mまで届かせられた。この砲を新設計の連装式の砲塔に収めた。砲塔の俯仰能力は仰角30度・俯角5度である。旋回角度は単体首尾線方向を0度として左右125度の旋回角度を持つ、主砲身の俯仰・砲塔の旋回・砲弾の揚弾・装填は主に水圧で行われ、補助に人力を必要とした。発射速度は1分間に2発であった。

### その他の備砲・水雷兵装
副砲は建造元のイタリアがイギリス企業に依存していたため「アームストロング 1892年型 15.2cm（40口径）速射砲」を採用した。この砲はイギリス前弩級戦艦「ロイヤル・サブリン級」やイタリア前弩級戦艦「レ・ウンベルト級」の副砲にも採用されている優秀砲である。その性能は45.3kgの砲弾を、最大仰角15度で9,140mまで届かせられた。この砲を単装砲架で舷側ケースメイト（砲郭）配置で片舷7基ずつ計14基を配置した。俯仰能力は仰角15度・俯角3度である。旋回角度は舷側方向を0度として左右150度の旋回角度を持つ、砲身の俯仰・砲塔の旋回・砲弾の揚弾・装填は主に人力を必要とした。発射速度は1分間に5～7発と速かった。
他に対水雷艇迎撃用に「アームストロング 7.6cm（40口径）単装速射砲」を単装砲架で片舷5基ずつ計10基、近接戦闘用としてこの時代の軍艦に広く採用されたフランスのオチキス社の「オチキス 4.7cm（40口径）機砲」を単装砲架で6基装備した。対艦攻撃用に45.7cm水中魚雷発射管を舷側部に単装発射管を片舷2基の計4基を配置するなど、小型の船体に数多くの武装を配置していた。

## 防御
本艦の防御力は排水量の割に優秀で、舷側装甲は末端部でさえ80mm、中央部は150mmにも達する重厚な水線部装甲を持っていた。砲塔防御も前盾が150mmもあった。

### 派生型
アルゼンチン海軍に売却された2隻は主砲は25.4cm（40口径）単装砲塔2基に統一されていた。日本海軍に売却された2隻は1番艦「春日」は本級と同じく25.4cm砲と20.3cm砲の混載であったが、2番艦「日進」は日本海軍の装甲巡洋艦の主兵装に合わせて20.3cm連装砲塔2基に統一された。
これは、主力艦数に欠くアルゼンチン海軍では準主力艦として強力な砲が望まれたのに対し、あくまで本級を装甲巡洋艦として使用する日本海軍では威力よりも発射速度の速い20.3cm砲を優先していたという違いである。

## 運用史
イタリア海軍の3隻は伊土戦争、第一次バルカン戦争、第一次世界大戦に参加し、このうち「ジュゼッペ・ガリバルディ」は1915年7月18日、オーストリア潜水艦の雷撃により沈没した。残る2隻は戦後練習艦となり、1923年と1930年に解体されている。
アルゼンチン海軍に売却された6隻のうち2隻は日本海軍に売却され、日露戦争で活躍した。

## 同型艦

### イタリア海軍
ジュゼッペ・ガリバルディ級装甲巡洋艦
- ジュゼッペ・ガリバルディ（英語版） - 1899年進水。
- ヴァレーゼ（英語版） - 1899年進水。
- フランチェスコ・フェッルッチョ（英語版） - 1902年進水。
- ジュゼッペ・ガリバルディ - 1895年進水。アルゼンチンへ譲渡。⇒ガリバルディ
- ジュゼッペ・ガリバルディ - 1896年進水。スペインへ譲渡。⇒クリストーバル・コロン
- ジュゼッペ・ガリバルディ - 1897年進水。アルゼンチンへ譲渡。⇒プエイレドン
- ヴァレーゼ - 1896年進水。アルゼンチンへ譲渡。⇒サン・マルティン
- ヴァレーゼ - 1897年進水。アルゼンチンへ譲渡。⇒ヘネラル・ベルグラノ
- ミトラ - 1902年進水。アルゼンチンから日本へ譲渡。⇒春日
- サン・ロカ - 1903年進水。アルゼンチンから日本へ譲渡。⇒日進

### アルゼンチン海軍
ガリバルディ級装甲巡洋艦
- ガリバルディ - 1895年進水。旧ジュゼッペ・ガリバルディ。
- サン・マルティン - 1896年進水。旧ヴァレーゼ。
- プエイレドン（英語版） - 1897年進水。旧ジュゼッペ・ガリバルディ。
- ヘネラル・ベルグラノ（英語版） - 1897年進水。旧ヴァレーゼ。
- リヴァダヴィア - 1902年進水。旧ミトラ。日本へ譲渡。⇒春日
- モレノ - 1903年進水。旧サン・ロカ。日本へ譲渡。⇒日進

### 日本海軍
春日型装甲巡洋艦
- 春日 - 1902年進水。旧ミトラ、リヴァダヴィア。
- 日進 - 1903年進水。旧サン・ロカ、モレノ。

### スペイン海軍
艦型なし
- クリーストバル・コロン - 1896年進水。旧ジュゼッペ・ガリバルディ。
- ペドロ・デ・アラゴン - 建造中止。